# Paracricotopus mozleyi
Paracricotopus mozleyi är en tvåvingeart som beskrevs av Steiner 1983. Paracricotopus mozleyi ingår i släktet Paracricotopus och familjen fjädermyggor. Inga underarter finns listade i Catalogue of Life.